# Gonioscelis pruinosus
Gonioscelis pruinosus är en tvåvingeart som beskrevs av Ricardo 1925. Gonioscelis pruinosus ingår i släktet Gonioscelis och familjen rovflugor.
Artens utbredningsområde är Kenya. Inga underarter finns listade i Catalogue of Life.